# Tabebuia obtusifolia
Tabebuia obtusifolia é uma espécie de árvore brasileira ameaçada de extinção.